# Tchinoquelle
Koordinaten: 8° 39′ 25″ S, 126° 57′ 56″ O
Die Tchinoquelle ist der Ursprung des Tchinos, eines Nebenflusses des Namalutos in Osttimor. Sie befindet sich im Suco Lore I (Gemeinde Lautém). In seinem Oberlauf wird der Fluss auch Tehino genannt. Die Quelle sprudelt aus dem Boden in ein Becken, in dem sich Rückstauwasser sammelt. Wurzeln ragen in das Wasser. In der Quelle finden sich mehrere Fischarten:
- Anguilla marmorata
- Awaous melanocephalus
- Belobranchus belobranchus
- Eleotris fusca
- Rhyacichthys aspro
- Sicyopterus hageni
- Sicyopterus micrurus
- Sicyopus zoesterophorum
- Stiphodon semoni